# مارینا الکسیوا
مارینا الکسیوا (اوکراینی: Марина Антонівна Алексіїва؛ زادهٔ ۲۹ مهٔ ۲۰۰۱) شناگر موزون اهل اوکراین است.
وی در مسابقات کشوری و بین‌المللی در مجموع برندهٔ ۵ مدال طلا، ۵ مدال نقره، ۵ مدال برنز شده‌است.